# Eleições parlamentares na Argentina em 2015
As eleições parlamentares argentinas de 2015 foram realizadas no dia 25 de outubro para decidir metade dos assentos na Câmara dos Deputados e um terço (24) no Senado para o período 2015-2021, assim como as câmaras de Buenos Aires e outros municípios.
A quantidade de deputados varia de distrito para distrito, uma vez que o sistema eleitoral é de representação proporcional. Os senadores, por sua vez, são eleitos três para cada distrito. Nas eleições de 2015, foi eleita a totalidade dos senadores correspondentes às províncias de Catamarca, Chubut, Córdoba, Corrientes, La Pampa, Mendoza, Santa Fe e Tucumán.
O Frente para a Vitória, partido do governo, obteve a maioria de deputados (60) e senadores (12), vencendo em 16 dos 24 distritos eleitorais e assegurando sua ampla maioria na Câmara de Senadores. A coligação Cambiemos - que venceu as eleições presidenciais - ampliou consideravelmente sua bancada na Câmara ao assegurar 42 deputados, porém, perdeu dois assentos no Senado. A coligação "Unidos por uma Nova Alternativa" (UNA) elegeu seu primeiro senador e mais 15 deputados, consolidando-se como a terceira maior representação parlamentar. Os Progressistas, que até então eram a maior força dentro do Congresso - perderam seu único assento no Senado e onze dos doze assentos na Câmara de Deputados.

## Resultados

### Câmara de Deputados
A Câmara de Deputados da Nação Argentina renovou pouco mais da metade de seus membros (130/257) para o período legislativo de quatro anos, utilizando o sistema de representação proporcional em cada um dos 24 distritos eleitorais do país.
A coligação Frente para a Vitória venceu as eleições para deputados, sendo a mais votada em 16 dos 24 distritos e obtendo 60 deputados. Porém, a FPV necessitava reeleger 77 deputados, razão pela qual perdeu reduziu sua bancada. No início de 2016, 14 deputados se desligaram da coligação e formaram a bancada "Justicialista".
A coligação Cambiemos foi a segunda mais votada, com 42 deputados. Os partidos que integram a coligação obtiveram resultados individuais, a seguir:
- A União Cívica Radical, que tinha 41 deputados antes das eleições, perdeu um deles, deixando de ser a segunda minoria. Em março de 2016, dois deputados se desligaram do partido.

- O Proposta Republicana (PRO) tinha 18 deputados e obteve 40 deputados, alcançando a UCR como segunda minoria da câmara. Em março, filiou mais um deputado e tornou-se a segunda minoria.[5]

- A Coalização Cívica renovou a bancada que tinha antes e manteve os 4 deputados que possuía antes das eleições.[5]

Quatro blocos principais agrupam 91% (119) dos 130 deputados eleitos, somando  80% (205) dos deputados:
| Bancada                                            | Partido/Coligação               | Assentos anteriores | Assentos obtidos |
| -------------------------------------------------- | ------------------------------- | ------------------- | ---------------- |
| Frente para a Vitória - PJ                         | Frente para a Vitória           | 118                 | 60               |
| União Cívica Radical                               | Cambiemos                       | 41                  | 18               |
| União PRO                                          | Cambiemos                       | 18                  | 23               |
| Federal Unidos por uma Nova Argentina              | Unidos por uma Nova Alternativa | 18                  | 15               |
| Fonte: Telam, Base de dados da Câmara de Deputados |                                 |                     |                  |

### Câmara de Senadores
| Bancada                                     | Partido/Coligação     | Assentos anteriores | Assentos obtidos |
| ------------------------------------------- | --------------------- | ------------------- | ---------------- |
| Frente para a Vitória - PJ                  | Frente para a Vitória | 33                  | 12               |
| União Cívica Radical                        | Cambiemos             | 13                  | 6                |
| União PRO                                   | Cambiemos             | 3                   | 3                |
| Outros                                      | Outros                | 23                  | 4                |
| Fonte: Base de dados da Câmara de Senadores |                       |                     |                  |